# V1143 Cygni
V1057 Cygni eller HD 185912 är en dubbelstjärna i norra delen av stjärnbilden Svanen. Den har en skenbar magnitud av ca 5,89 och är svagt synlig för blotta ögat där ljusföroreningar ej förekommer. Baserat på parallaxmätning inom Hipparcosuppdraget enligt Gaia Data Release 2 på ca 24,71 mas beräknas den befinna sig på ett avstånd av ca 132 ljusår (ca 40,5 parsec) från solen. Den rör sig närmare solen med en heliocentrisk radialhastighet av ca -14 km/s.

## Observation
Mätningar av radiell hastighet som genomfördes vid Dominion Astrophysical Observatory i Victoria, British Columbia, Kanada 1919 ledde till William Edmund Harpers uppfattning att V1143 Cygni är en dubbelsidig spektroskopisk dubbelstjärna. Påföljande år publicerade han en omloppsbana med en period på 7,6383 dygn jämfört med det moderna värdet på 7,64075217 dygn.

## Egenskaper
Primärstjärnan V1143 Cygni A är en gul till vit stjärna i huvudserien av spektralklass F5 V. Den har en massa som uppskattas till ca 1,4 solmassa, en radie av ca 1,3 solradie och utsänder energi från dess fotosfär motsvarande 2,8 gånger solen vid en effektiv temperatur av ca 6 500 K.
Följeslagaren V1143 Cygni B är en gul till vit stjärna i huvudserien av spektralklass F5 V. Den har en massa av ca 1,3 solmassa, en radie av ca 1,3 solradie och utsänder energi från dess fotosfär motsvarande 2,7 gånger solen vid en effektiv temperatur av 6 400 K.

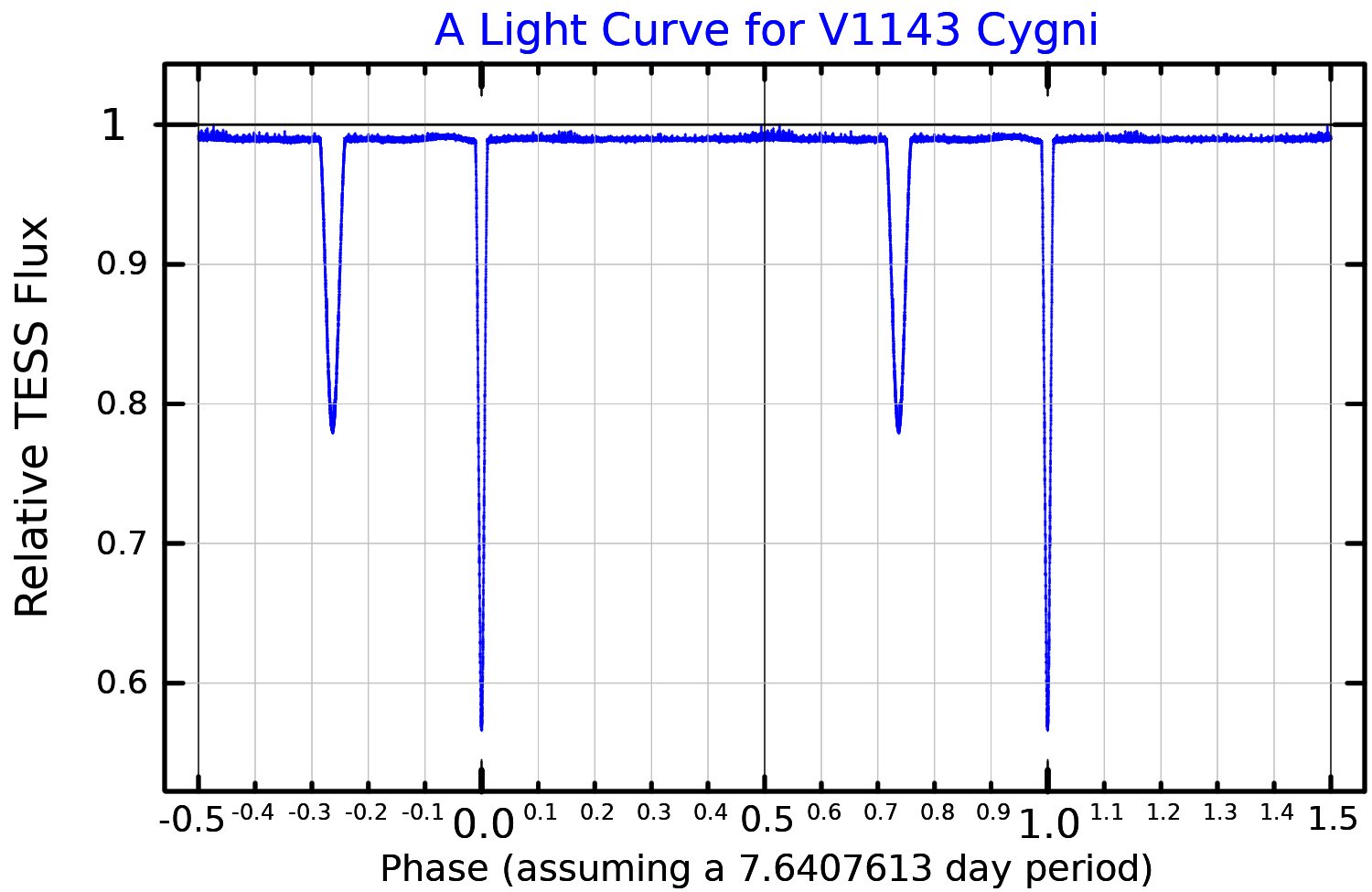
Ljuskurva för V1143 Cygni, plottad från TESS-data.

V1143 Cygni är en fristående förmörkande binär, vilket betyder att omloppsplanet är beläget nära siktlinjen från jorden, vilket gör att komponenterna förmörkas två gånger per omlopp. Paret genomgår apsidal rörelse, med en hastighet som är större än den som förutspås av allmän relativitet. Stjärnan har en gemensam skenbar magnitud på 5,89, men var 7,64:e dygn minskar dess ljusstyrka till magnitud 6,37, ungefär två tredjedelar så ljusstark. Fem dygn och 17 timmar efter varje förmörkelse av primärstjärnan sker en förmörkelse av följeslagaren där ljusstyrkan sjunker till magnituden 6,06, cirka 85 procent av den normala ljusstyrkan. Varje förmörkelse varar i 220 minuter. Båda förmörkelserna är partiella.